# Prémio Ferreira Chaves
O Prémio Ferreira Chaves foi criado pela Academia das Belas Artes. Este prémio anual, criado com a finalidade de premiar os alunos de pintura da Academia das Belas Artes que se distinguiam pelos seus esbocetos, homenageava o pintor José Ferreira Chaves.
Em 1983 foram criados dois prémios anuais da Academia Nacional de Belas-Artes que vieram substituir o Prémio Anunciação, o Prémio Lupi, o Prémio Ferreira Chaves, o Prémio Luciano Freire, o Prémio Rocha Cabral, o Prémio Soares dos Reis, o Prémio Barão de Castelo de Paiva, o Prémio Júlio Mardel e o Subsídio de viagem do legado dos Viscondes de Valmor

## Premiados[1]
- 1948 — Maria Aurélia de Jesus Carvalho Henriques
- 1950 — Maria Margarida Carmo Tengarrinha
- 1951 — Luís Guerra Jardim Portela
- 1952 — Maria Teresa Fernandes de Sousa
- 1954 — Rodolfo Leão Romero Passaporte
- 1955 — Maria Eugénia Jorge de Azevedo Noronha
- 1956 — Luís Filipe Marques de Abreu
- 1958 — Artur Manuel de Vasconcelos Casais